# QS
QS (ang. quantity surveyor), również cost engineer, w języku polskim stosowane: "rozliczeniowiec", "specjalista ds. kosztów" – osoba pracująca w przemyśle budowlanym, zajmująca się zarządzaniem lub kontrolą kosztów przy realizacji projektów budowlanych. Wymaga to wiedzy z zakresu technologii jak również finansów i zarządzania.
Profesja ta rozwinęła się w XIX wieku, z wcześniejszego "measurer" (nie mylić z mierniczym), który przygotowywał koszt projektu budowlanego, w którym koszty materiałów budowlanych i pracy były zliczane według narzuconych standardów, co ułatwiało porównanie ofert składanych przez konkurentów.